# 幽霊オーケストラ
幽霊オーケストラ（ゆうれいオーケストラ、英: phantom orchestra）は、録音媒体に名称が記されているものの、そうした名の団体の実在が確認できないオーケストラの俗称である。主として、マイナー・レーベルのレコード会社の廉価版CDに実例が見られる。そうしたオーケストラを指揮しているとされている指揮者についても実在が確認できないことがしばしば見られ、そうした指揮者のことを幽霊指揮者と呼ぶことがある。

## 「幽霊オーケストラ」とその類似概念
- 狭義の「幽霊オーケストラ」 - マイナー・レーベルのレコード会社が実在のオーケストラの正規の録音を勝手にコピーし、架空の演奏団体もしくは実在する別の演奏団体の名にすり替えを行なった上でCDなどとして発売されるもの。これは覆面オーケストラとは違って正規の契約に基づくものではなく、真の演奏者に対する著作権侵害となる。
- 覆面オーケストラ - 実在のオーケストラが、録音契約などの関係で変名を名乗り、使用しているもの。また、レコード会社が録音専用に編成したオーケストラであるにもかかわらず、その実体が不明確なもの。ただし、狭義の「幽霊オーケストラ」とは違い、覆面オーケストラの録音は正規の契約に基づく公式なものである。詳細は覆面オーケストラの項を参照。
- 海外公演の場合のみ別名を使っているオーケストラ。ただしこれは幽霊オーケストラとは呼ばれない。
- 類似した名称の団体が乱立していたり、それを日本語訳した場合に同一名称になってしまって混乱を招くもの。ただし、オーケストラ自体は実在するため、幽霊オーケストラとは呼ばれない。ロシアのオーケストラの場合、しばしばこういう事例が見られる。これについては後述する。

## 「幽霊オーケストラ」の事例
録音媒体に登場するものの、実在しないオーケストラの事例を列挙する。
- フィルハーモニア・スラヴォニカ
- フィルハーモニー・フェスティヴァル・オーケストラ
- ベルギー・フェスティヴァル・オーケストラ
- ベルリン・フィルハーモニック・ソロイスツ（ゾリステン）
- ベルリン・フェスティヴァル・オーケストラ
- マズリア・フィルハーモニー管弦楽団（マズリアは、ポーランドの地名。実在するという情報もあるが不正確）
- 南ドイツ・フィルハーモニー管弦楽団（バンベルク交響楽団などの団員によって設立された録音専用オーケストラとの情報もあるが、ドイツ語のウェブサイトに情報はなく、いずれにしても現存しない）
- モーツァルト・フェスティヴァル・オーケストラ
- ラジオ・オーケストラ・ベルリン

## 実在する「幽霊オーケストラ」
実際は他の団体の演奏音源であるのに、録音で名前を騙られたケースがある。
- ロンドン交響楽団
- ロンドン・フェスティヴァル・オーケストラ
- ブダペスト・フィルハーモニー管弦楽団
- ベルリン交響楽団
- ライプツィヒ放送交響楽団

## 幽霊オーケストラの正体
こうしたケースにおける実際の演奏団体の代表例として下記のような団体が挙げられる。
- サンクトペテルブルク放送交響楽団（現サンクトペテルブルク市立交響楽団）
- リトアニア室内管弦楽団（Lithuanian Chamber Orchestra）

なお、特異な例として挙げられるのが、CDに演奏者名が全く書かれていないケースである。こういったものに関しても本来の演奏者が判明している。代表例は下記の通りである。
- トビリシ交響楽団（実在しないという情報もあるが真実ではない）指揮は創立者であるヤンスク・カヒッゼと、その息子ヴァクタン・カヒッゼによるものであることが判明した。

## ロシアにおける状況
ロシアにおいては、ソビエト連邦の崩壊後に、オーケストラが改名したり、乱立するなどの事態がしばしば発生した。このため、団体名を英語や日本語に訳した場合、同じ名称となってしまう団体が複数存在する。
- ロシア国立交響楽団（スヴェトラーノフが率いていたものと、ポリャンスキーが率いるもの、ゴレンシテイン創設の“若いロシア”交響楽団（現在は“ノーヴァヤ・ロシア”国立交響楽団と改名、芸術監督はバシュメット）の3つの団体が存在する）
- モスクワ・フィルハーモニー（1951年創設のものと、1986年指揮者のポンキンによって創設された通称ポンキン国立響の2つが存在する）
- モスクワ国立交響楽団（1943年創設のモスクワ国立アカデミー交響楽団と、1989年創設のモスクワ交響楽団・モスクワ国立交響楽団の2つ、他にモスクワ放送交響楽団が存在する）
- ボリショイ交響楽団（ボリショイ劇場の座付のものと、フェドセーエフ率いるモスクワ放送チャイコフスキー大交響楽団と、西本智実が指揮した『ミレニウム』の3つが存在する）
  - そもそも「ボリショイ（Большой）」とはロシア語で「大きい」という意味であり、固有名詞ではない。
- ロシア交響楽団（常設のものと、チャイコフスキー・コンクールの伴奏に登場する臨時のものの2つが存在する）
- ロシア・ナショナル管弦楽団（プレトニョフ創設のものと、スピヴァコフ創設のロシア・ナショナル・フィルハーモニー管弦楽団の2つが存在する）
- モスクワ管弦楽団（既に消滅して『ミレニウム』となった団体の旧称であると同時に、1989年創設のモスクワ国立響の別名）「モスクワ管弦楽団」という正式名称をもつ団体は既に消滅している。
- ロシア・フィルハーモニー（5つほど同一名称の別団体が存在する）